# ユーロジェット EJ200

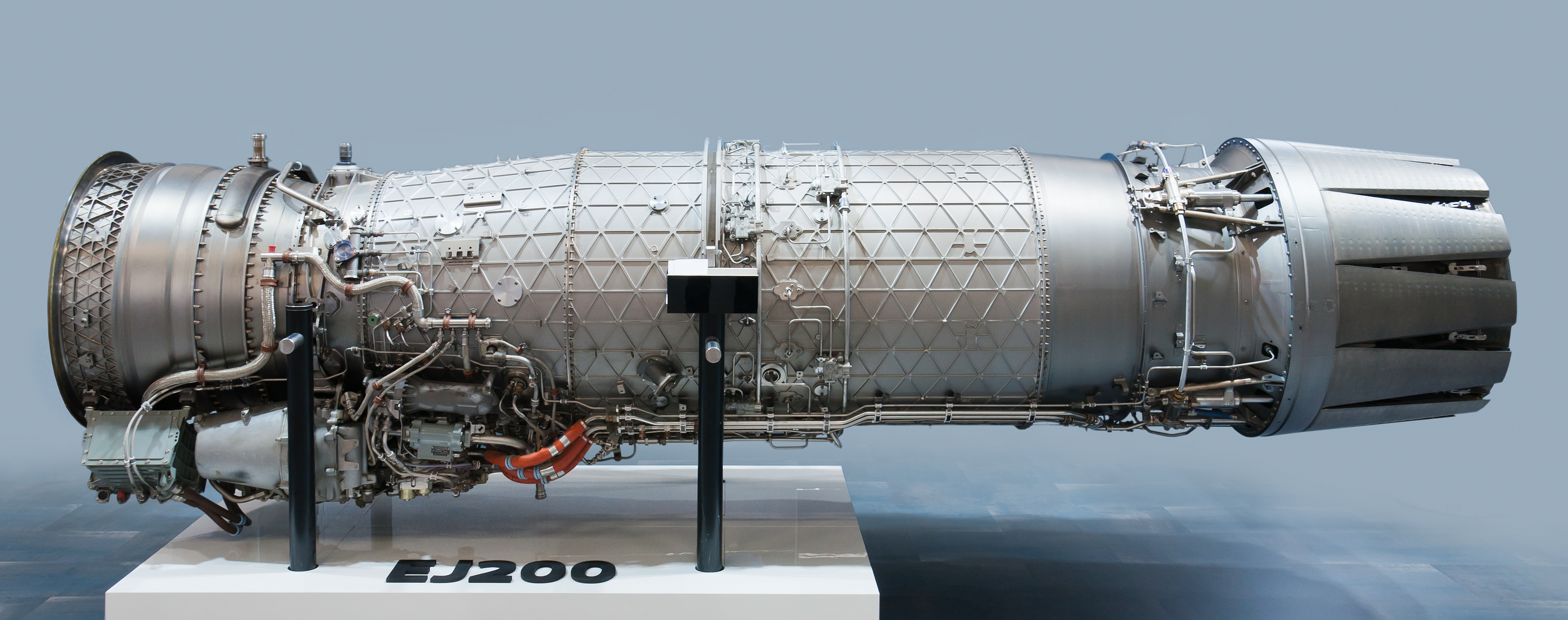

ユーロジェット EJ200はユーロファイター タイフーンの動力源として搭載される軍用ターボファンエンジンである。このエンジンは1980年代に開発されたロールス・ロイスのXG-40技術実証機を元に開発された。ユーロジェット・ターボ（EUROJET Turbo GmbH ）合弁企業構成各社によって分担して製造されている。

## 開発

### ロールス・ロイス XG-40
ロールス・ロイスは1984年にXG-40技術実証機の開発を開始した。開発コストは英国政府が85%、残りをロールスロイスが負担した。
1985年8月2日、イタリアと西ドイツとイギリスがユーロファイター計画に合意した。フランスがこの計画に参加しないことが発表された。フランスが参加しなかったのは自国の航空機産業の保護とスネクマが同時期にスネクマ M88を開発していたのが理由に挙げられる。

### ユーロジェット EJ200
ユーロジェット連合は1986年にXG-40の技術を元にした計画を調整、監督するために設立された。XG-40とEJ200は高圧縮比の3段式のファン、5段式、低縦横比のアクティブ・チップ・クリアランス・コントロールを備えた高圧圧縮機、先進的な冷却機構と耐熱素材を使用した燃焼器やPMディスクと低密度の単結晶ブレードによる単段式高圧と低圧タービンを使用している点において共通する。アフターバーナーによって推力は増強する。可変面積ノズルは収束、発散設計である。先進的な軍用ターボファンでは一般的ではない段階可変式案内翼を給気口に供える。推力あたりの燃料消費率は、軍用機としては優れている。

## 型式

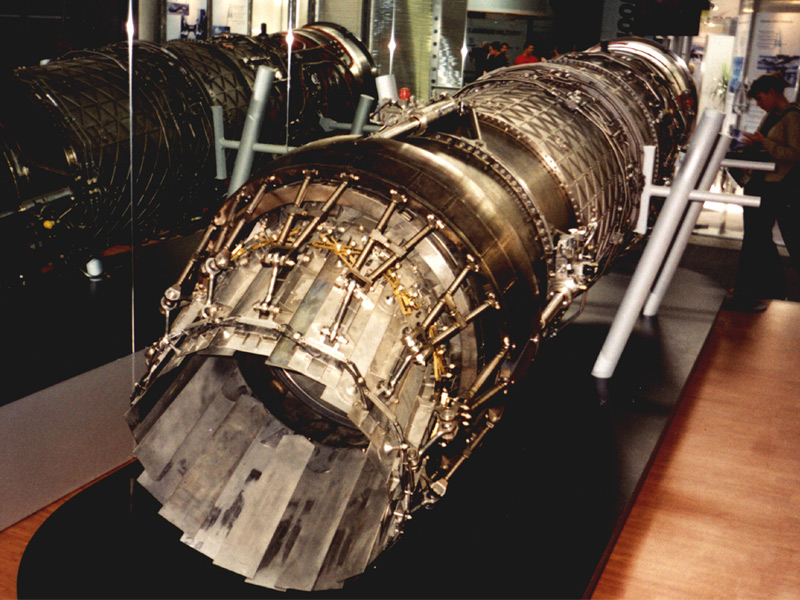
推力偏向仕様のEJ200

EJ200 MK 100
エンジン監視ユニット（EMU）とデジタルエンジンコントロールユニット（DECU）を搭載しない型式でトランシェ1に搭載された。
EJ200 MK 101
エンジン監視ユニット（EMU）とデジタルエンジンコントロールユニット（DECU）を搭載。トランシェ2に搭載された。
EJ230
原型よりも出力2割増でドライ出力72kN (16,200lbf) 、アフターバーナー使用時103kN (23,100lbf ) を予定している。これを実現するため、ファンはより高い圧縮率を持つ新しいものへと変更される。推力偏向との統合が目標とされている。
EJ260
EJ260は原型よりも出力3割増でドライ出力78kN (17,500lbf) 、アフターバーナー使用時120kN（27,000lbf）を予定している。

## 搭載機
- ユーロファイター タイフーン
- TFX

2015年1月20日、アセルサンはユーロジェットとの間で協力を促進するための覚書を締結し、EJ200エンジンプログラムの枠組みの中で制御システム、保守監視システムのソフトウェアを開発するために協力する。
- ブラッドハウンドSSC

超音速自動車。13万5000馬力以上を発揮し、時速1000マイル（約1609キロ）達成を目標としている。

### 検討のみ
- テジャス

2009年、ユーロジェットはインドのテジャス戦闘機用エンジンとして国産のカヴェリエンジン開発までの繋ぎに推力偏向仕様のEJ200でGEのF414-GE-INS6と争ったものの、提示価格で敗れた。
- トーネード IDS

1992年にエンジンを換装する検討が行われたが、実現していない。
- サーブ 39 グリペン

グリペンNG用にEJ200の改良型であるEJ230の推力偏向タイプを提案していたが、F414G（F414のグリペン仕様）に敗れた。
- マコ

EADS（現エアバス）によってヨーロッパ諸国向けの練習機として計画されたマコの練習機型にアフターバーナーを搭載しない推力75kNのもの、軽攻撃機型向けにはアフターバーナー付きの90kNのものが提案されていたが、F414Mに敗れた。この練習機計画そのものも、最終的には頓挫している。
- AMX

アフターバーナーを搭載しない推力75kNのものを潜在的な代替エンジンとして検討していた。
- KFX（現在のKF-21）

2015より検討が行われてきたKFXのエンジンとしてF414-GE-400に対抗して提案を行っていたが、敗れた。

## 地上速度記録への挑戦
自動車の速度記録に挑戦するための車両「ブラッドハウンドSSC」に搭載するターボファンエンジンとしてEJ200が用いられている。90kNの推力で8kmを100秒で走る。

## 仕様
- 2軸ターボファン
- 全長 4.0 m (157 in)
- 直径 0.737 m (29 in)
- 重量 989 kg (2,180 lb)
- 圧縮機 低圧3段・高圧5段
- バイパス比 0.40:1
- 推力
  - 13,500 lbf (60 kN) ドライ推力
  - 20,000 lbf (89 kN) アフターバーナー使用時
- 圧縮比 26:1
- タービン入り口温度 1,800 K
- 推力あたりの燃料消費
  - 21-23 g/kNs ドライ出力時
  - 47-49 g/kNs アフターバーナー使用時
- 推力/重量比 9.175:1

データはロールス・ロイスから。